# Amritsar
Amritsar (panyabí: ਅੰਮ੍ਰਿਤਸਰ, hindi: अमृतसर, Amritasara), también conocida históricamente como Rāmdāspur y coloquialmente como Ambarsar, es una ciudad del norte de India y sede administrativa del distrito de Amritsar Langar del estado de Panyab. Su nombre significa ‘estanque (sara) del néctar de la inmortalidad (amrita)’. El censo indio de 2009 informó una población cercana a los 1.2 millones de habitantes. La población total del distrito es de 3.69 millones de habitantes. Amritsar se sitúa a 217 km (135 millas) al noroeste de la capital del estado de Chandigarh, y a 32 km (29 millas) al este de Lahore (Pakistán), ambas muy próximas a la frontera indio-pakistaní.
Es la capital económica de Punjab y sus principales actividades económicas son la producción de telas y alfombras, los productos de granja, las artesanías, el comercio, la ingeniería ligera y la fabricación de piezas de ajedrez. También es un importante centro turístico, con casi cien mil visitantes diarios, y ha sido elegida como una de las ciudades patrimoniales para el programa Heritage City Development and Augmentation Yojana (HRIDAY) del Gobierno de la India.
Alberga el Templo Dorado, el epicentro cultural y espiritual de la religión sij. Este santuario atrae todavía más visitantes que el Taj Mahal (de Agra), pues más de 100 000 personas lo visitan solo en días laborables, siendo el principal destino turístico de indios no residentes. Amritsar también es conocida por dos importantes masacres relacionadas con el templo sij: la masacre de Amritsar (en 1919, perpetrada por los británicos), y la operación Blue Star (3 de junio de 1984, durante el mandato de la primera ministra india Indira Gandhi).
En Amritsar también se encuentra el Orfanato central de Khalsa, fundado en 1904, donde se crio Shaheed Udham Singh, un importante activista durante la independencia de india.

## Historia
Amritsar fue fundada por Guru Ram Das bajo el nombre de Sarovar, sobre un territorio que compró por 700 rupias a los dueños del pueblo de Tung, su ubicación era privilegiada ya que constituía un punto de paso obligado para quienes recorrían la ruta de la seda. En un principio Guru Ram Das comenzó a construir el Santokhsar Sarovar, cerca del poblado de Sultanwind en 1564, obra que no pudo completar hasta 1588. En 1574 Guru Ram Das construyó su residencia y se mudó a ella, lugar conocido actualmente cómo Chakk Ram Das.
A partir de entonces la ciudad fue denominada Amritsar. La piedra fundacional fue colocada por el santo musulmán Sain Mian Mir Sahib de Panyab, durante la inauguración del Templo Dorado, por requerimiento de Guru Arján. Una tradicional historia Sij cuenta que un albañil intentó corregir la alineación de la piedra y fue reprendido por Guru Arján quien le dijo que el realineamiento de la piedra era un signo del terrible porvenir de la ciudad, que era atacada, destruida y reconstruida constantemente.
Los constructores colocaron el monolito fundacional el 3 de enero de 1588.
Sain Mian Mir poseía una estrecha amistad con Guru Arján e intentó interceder cuando este fue capturado, torturado y muerto a manos del emperador Jahangir. Su amistad continuó con el siguiente Guru, Guru Hargobind, quien nuevamente tuvo que trabajar para obtener su libertad cuando fue capturado temporalmente en el fuerte de Gwalior.
Para 1601 el Templo Dorado se encontraba terminado y el 16 de agosto de 1604 el Guru Granth Sahib trasladó e instaló allí al primer tomo de las escrituras Sij.
Es allí también donde se instaló el Akal Takht (Trono de la inmortalidad o Trono del reinado perpetuo), sede del poder político Sij, construido por Guru Hargobind en 1609. Dos banderas, representando la soberanía temporal y espiritual Sij fueron izadas frente al Akal Takht. Debajo de ellas Guru Hargobind depositó espadas de "Miri y Piri", alegóricas a la autoridad temporal y trascendental Sij.

### Dominio mogol
El 13 de abril de 1634 comenzó el asedio del Ejército Mogol, consecuentemente desde 1635 hasta 1698, Amritsar quedó bajo control de la Familia Mina, descendientes de Pirthi Chand, para administrar la crisis que generó el bloqueo. El Guru Tegh Bahadur visitó la ciudad el 23 de noviembre de 1664. En abril de 1698 Bhai Mani Singh fue designado guardián de los templos de Amritsar.
El jefe mogol de la ciudad de Patti trató en varias oportunidades de capturar Amritsar fallando sucesivamente. En 1709, habiendo los mogoles ocupado gran parte del Panyab y dada la criticidad de la situación generada por el bloqueo, el religioso y notable Shaheed Bhai Mani Singh decidió entregar la ciudad para poner fin al asedio. El 30 de diciembre de 1711 el emperador mogol, Bahadur Shah, puso a la ciudad a cargo de Ajit Singh Palit. Luego de la muerte de Bahadur Shah, Ajit Singh Palit se retiró a Delhi. En 1721 Bhai Mani Singh regresó a Amritsar y retomó su labor religiosa.
El 29 de marzo de 1733 una gran revuelta de la comunidad Sij tuvo lugar en la entrada al Akal Takht, simultáneamente, Sarbat Khalsa desarrolló una gran reunión político/religiosa de carácter revolucionario. En ambos se discutió una oferta del oficial mogol Nawab-hood. En abril de 1734. Bhai Mani Sing, perseguido por las autoridades por instigar las revueltas, fue arrestado en Lahore, torturado y ejecutado el 24 de junio de 1734.
Nuevamente en 1740 el oficial mogol Massa Ranghar asaltó la ciudad y comenzó una persecución a todos los sijes, profanando el Templo Dorado, convirtiéndolo en lugar de orgías y festines.
Tal sacrilegio generó la ira de toda la comunidad sij de la región y en reacción a esto, el 11 de agosto de 1740, Massa Ranghar fue sorprendido, asesinado y decapitado por Bhai Sukha Singh y Bhai Mehtab, ambos sijes. Bahi Methab cabalgó con la cabeza de Ranghar hasta Jaipur, donde fue recibido cómo un héroe; finalmente Bhai Mehtab Singh fue sorprendido por los mogoles, cayó prisionero y fue torturarado en la rueda hasta la muerte.

### Dominio afgano
En abril de 1757 gran parte del norte de la India estaba bajo el dominio de Afganistán. El ejército de ocupación Afgano era comandado por Ahmad Shah Durrani quien, encolerizado por un asalto del rebelde Baba Deep Singh a sus tropas, demolió los palacios el Templo Dorado y Akal Takht y las piscinas sagradas fueron llenadas con las entrañas de vacas sacrificadas; luego del sacrilegio, Abdali puso a su hijo al mando de la zona de Panyab, el príncipe Timur Shah Durrani, con una tropa de 10 000 hombres. Baba Deep Singh, a la edad de 75 años, se propuso vengar la demolición del templo y reunió un ejército para enfrentarse a los afganos. Deep Singh se había dicho antes de partir a la batalla "Que mi cabeza caiga sólo en el Darbar Sahib" y marchó al combate. El 11 de noviembre de 1757 se dio la gran batalla de Amritsar en el pueblo de Gohalwar. La ciudad fue recuperada, pero Deep Singh fue decapitado, leyendas populares afirman que una vez decapitado siguió luchando sosteniendo su cabeza con su mano izquierda y su espada con la mano derecha, llegando a entrar a la ciudad de Harminder Sahib y depositándola allí. Hoy ese sitio legendario es lugar de culto hacia su persona.

### Dominio afgano y recuperación
En 1762 la ciudad fue nuevamente sitiada por el ejército afgano y los templos demolidos. El 1 de diciembre de 1764 Jathedar Gurbakhsh Singh y un reducido número de milicias sijes lucharon en una sangrienta y desigual batalla contra los afganos, siendo derrotados. Gravemente debilitado el ejército afgano se desmembró y los sijes recuperaron el control de la zona en 1765 y comenzaron a reconstruir los templos, cuya parte central se terminó en 1776.
Durante el siglo XVII, Amritsar así como toda la comunidad Sij enfrentó grandes dificultades, numerosas veces sus templos fueron profanados y sus sagrados monumentos destruidos, período que concluyó con el establecimiento del estado soberano de Misl en Panyab en 1765.
Amritsar estuvo a partir de entonces bajo control de varios jefes (Sardār) aunque todos sus distritos lindantes estuvieron bajo control del Sardār Harī Siṅgh del misl de Bhāṅgī. Distintos sardārs construyeron sus casas (buṅgās) en la periferia del sarovar principal, así como también sus guardias (kaṭṛās), alentando a comerciantes, artesanos, y mano de obra calificada, para residir allí también.
Los templos sagrados fueron administrados por un consejo consultivo representativo de los jefes y de quienes hubiesen participado en la reconstrucción y embellecimiento de la zona. La figura administrativa del consejo consultivo ya había sido ejercida anteriormente, incluso antes de que los Sijes recuperaran el control de Amritsar, para tomar decisiones políticas de importancia. En ese momento con todos los jefes misl vivendo allí, la ciudad se transformó de hecho en la capital de Khālsā. Devotos de cerca y lejos fueron libres, por primera vez en seis décadas, para visitar la ciudad santa y acudieron en masa a Gurū kī Nagarī (la ciudad del gurú).
El comercio y la economía florecieron gracias a la estabilidad monetaria, los ingresos del turismo y una buena administración. La ciudad se transformó en un polo atractivo para el arte y los negocios, donde los distintos kaṭṛās tuvieron sus propios mercados y fábricas. Hacia el final del siglo XVII la ciudad se había convertido en el centro económico más importante de Punyab. Aun así, la ciudad con sus múltiples comandos, continuó siendo un conglomerado habitacional, más que un estado confederado hasta que el majarás Raṇjīt Siṅgh (1780–1839) llegó al poder y consolidó el Panyab como un estado soberano.

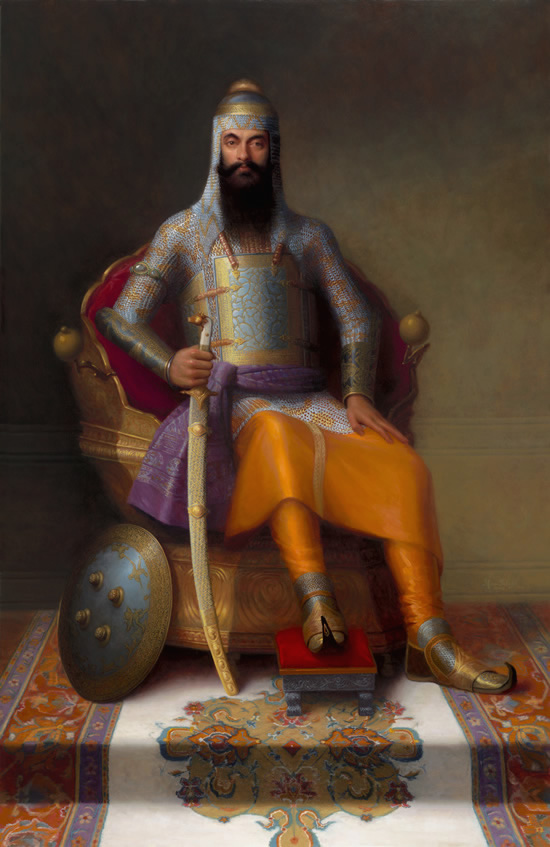
Maharajá Ranjit Singh, emperador Sij.

Ranjit Singh jefe del misl de Sukarchakīā, tras la muerte de su padre, se declaró majarash de Panyab el 12 de abril de 1801, durante este período trasladó la capital del imperio de Gujranwala a Lahore, y extendió su hegemonía a Amritsar en 1805, cuando atacó y ocupó el fuerte perteneciente a sus rivales tradicionales, los jefes Bhāngī. El fuerte del misl de Rāmgarhīā fue ocupado en 1815 y junto con las posesiones del misl de Rānī Sadā Kaur de Kanhaiyā y Fateh Singh Āhlūwālīā en Amritsar durante la década de 1820, su dominio fue completo.
Ranjit Singh construyó un foso, murallas dobles con doce puertas con sus correspondientes puentes sobre el foso. Ya en 1809, había construido el fuerte Gobindgarh en las afueras de la puerta Lahaurī, con una gran fosa, tres líneas defensivas y varios bastiones y depósitos de armas pesadas. Amritsar se convirtió así en su segunda capital. La tesorería real de Toshākhānā se emplazó en el fuerte de Gobindgarh, que fue también residencia real durante las frecuentes visitas del Mahārājā' a la ciudad, antes de que terminara su palacio, el Rām Bāgh completado en 1831.
Numerosos nobles de la época emplazaron sus palacios y jardines dentro y en las afueras de la ciudad. Ranjit Singh devotamente proporcionó los fondos para que la cúpula y el exterior del Templo Dorado fueran revestidos en oro, y su interior fuera ornamentado con finas filigranas, esmaltados, murales decorativos, y paneles de mármol con incrustaciones de piedras preciosas. Sardār Desā Singh Majīthīā (muerto en 1832), que había sido designado director de los santuarios de la ciudad desde su ocupación por Ranjit Singh, donó el oro para dorar la parte superior del Bābā Attal. Alrededor de 1830 Ranjit Singh hizo traer orfebres musulmanes para dorar algunas partes del interior del Darbar Sahib. La profusión por dorar el templo le dio su nombre popular el "Templo Dorado".
En 1846, más de seis años luego de la muerte de Ranjit Singh los británicos se establecieron en Darbar Lahore y designaron a un hombre en la corte. A fin de mantener la santidad de la ciudad, H. M. Lawrence el residente británico, exhortó el 24 de marzo de 1847 a todos los ingleses a seguir el protocolo sij al visitar los lugares de culto.
En 1858 se constituyó un comité municipal. En 1862 se puso en funcionamiento el ferrocarril que une Lahore y Amritsar.
En 1913 se electrificó la ciudad, en septiembre de 1915 la ciudad fue declarada santa por el reino británico, declaración que fue anulada por el gobierno indio luego de su independencia el 15 de agosto de 1947. Se establecieron en la ciudad el comité Shiromani Gurdwara Parbandhak y el Shiromani Akali Dal, en 1920.

### Masacre de Jallianwala Bagh
El 13 de abril de 1919 comenzaba a gestarse la revolución india cuando ocurrió el hecho conocido como masacre de Jallianwala Bagh o de Amritsar, en el que el general Reginald Dyer, abrió fuego ante una manifestación en los Jardines de Jallianwala Bagh, cerca del Darbar Sahib, matando según cifras oficiales británicas a 379 personas e hiriendo a otras 1200; mientras que el Congreso Nacional Indio indicó que fueron más de 1000 muertos y 1500 heridos. El gobierno británico apoyó este accionar, emitiendo una disculpa oficial recién en el año 2013.

### Partición de la India
La separación de las Indias británicas en las actuales repúblicas de la India y Pakistán, tuvo un profundo impacto en las estructuras social, cultural, económica de Amritsar. El estado de Panyab fue dividido y Amritsar pasó a ser una ciudad fronteriza, y frecuente víctima de las guerras indio-pakistaníes. Previo a la partición, la liga musulmana trató de incorporar Amritsar al territorio de Pakistán basándose en la cercanía con la ciudad de Lahore (Pakistán), y que el 50% de su población era de origen musulmán, pero aun así se resolvió que la ciudad sea parte de India. Bajo los mismos argumentos, luego, el Congreso Nacional Indio reclamó a Lahore cómo parte de su territorio por poseer un 50% de población compuesta por hindúes y sijes y además por ser esta ciudad un gran polo económico, cultural y político del (no dividido) estado de Punyab.
Amritsar y Lahore experimentaron algunos de los peores disturbios y hechos de violencia durante la partición de india. Los residentes musulmanes de Amritsar abandonaron masivamente la ciudad debido al violento movimiento antimusulmán que se gestó, dejando atrás sus casas y muchas veces sus pertenencias.
Una situación similar se vivió en Lahore, donde la violencia contra los hindúes y sijes los forzó a ser evacuados masivamente.

### Operación Blue Star
En julio de 1984 en un clima de creciente tensión y malestar entre el gobierno federal indio y la comunidad sij, se gestó la avanzada separatista panyabí encabezada por Jarnail Singh Bhindranwale, el jefe de la institución religiosa sij el Taxsal Dami, y sus seguidores, quienes se refugiaron con armas en el complejo sagrado de Akal Takht en reclamo de la creación de la nación panyabí. En respuesta a esto la primera ministra Indira Gandhi ordenó la operación Bluestar (estrella azul). Entre los días 3 y 6 de junio de 1984, el Ejército de la India asaltó el interior del Templo Dorado. La operación fue encabezada por el general Kaldip Singh Brar, de la 9.ª división de infantería, irrumpiendo con fuerzas especiales y paracaidistas, generando un gran tiroteo y varias escaramuzas. Murieron muchos de los seguidores de Bhindranwale, algunos soldados del Gobierno y muchos visitantes religiosos a los que se les prohibió abandonar el templo una vez que comenzaron los intensos tiroteos. Un recuento oficial declaró que murieron 83 soldados y 492 civiles.
Muchos sijes consideraron el ataque como una profanación a su sitio más sagrado. Posteriormente Indira Gandhi fue asesinada por dos de sus guardaespaldas (ambos sijes) el 31 de octubre de 1984.

## Geografía y clima
Desde un principio, el lugar elegido para erigir la ciudad fue estratégicamente ubicado sobre la Ruta de la Seda, siendo un punto de paso obligado para miles de comerciantes y mercaderes, muchos de los cuales se establecieron allí. Además su situación de ciudad fronteriza la coloca en excelentes condiciones para albergar a industrias exportadoras pequeñas y medianas, se destacan el ramo textil, maquinaria pesada, y el arroz.

## Transporte

### Aéreo
La ciudad cuenta con el moderno Aeropuerto Internacional Sri Guru Ram Dass Jee situado a 11 km al noroeste de la ciudad, sobre la carretera Amritsar-Ajnala, cercano al pueblo de Rajasansi. Controla semanalmente más de 200 vuelos de cabotaje. Posee vuelos diarios hacia Delhi, Chandigarh y Jammu.
La mejor manera de llegar a él es en automóvil o taxi, hay servicios irregulares de bus desde las ciudades, y el gobierno estatal prevé construir un servicio de monorriel entre el aeropuerto, la estación de trenes y el Harmandir Sahib.

### Ferroviario

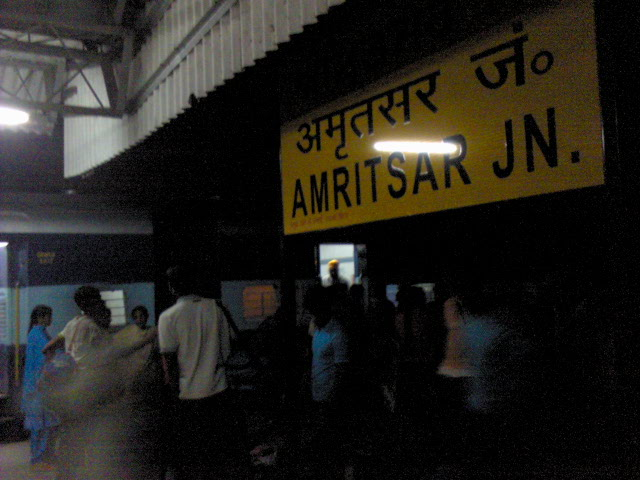
Estación ferroviaria de Amritsar de noche.

Amritsar está masivamente conectada a la red ferroviaria india, con servicios diarios desde y hacia Delhi, Mumbai, Kolkata, Chennai, Hyderabad, Thiruvananthapuram, Indore, Bhopal, Agra, Gwalior, Jabalpur, Ujjain, Ahmedabad, Pune, y otras grandes ciudades indias. La estación Amritsar concentra la mayoría de los servicios y es la más grande del distrito.
Cuenta con servicios especiales desde Wagah occidental (frontera Attari) que es la última estación antes de cruzar la frontera con Pakistán.
Ferrocarriles Indios ha propuesto un tren de alta velocidad para el servicio Delhi-Amritsar vía Chandirgah y Ambala. Este tren, se supone, circulará a una velocidad máxima de 350 km/h, servicio únicamente comparable, en india, al Bhopal Shatabdi Express. Se espera recorra los 445 km que separan las dos ciudades en 2,5 horas (el tiempo en un servicio común es de 5 horas). Compañías japonesas, chinas y canadienses han expresado su interés en el proyecto. El concurso para la realización de la obra estimaba estar finalizado para mayo del 2008. Otros trenes de este tipo han sido propuestos para Mumbai, Ahmedabad, Pune, y Kolkata.

### Terrestre
Amritsar se sitúa sobre la denominada Gran carretera troncal o autopista GT, también conocida cómo Autopista Nacional 1 que recorre parte de la antigua Ruta de la Seda; está así masivamente conectada con la red de carreteras india. Servicios diarios de bus se ofrecen hacia Ambala, Delhi, Chandigarh y Jammu. Obras para ampliar a cuatro carriles la gran carretera troncal han sido comenzadas. Con un costo de 450 millones de rupias se espera que las obras de ampliación estén listas para el 2010, y así agilizar el acceso a la ciudad y al Templo Dorado.
La ciudad en su interior cuenta con los denominados rickshaws y autorickshaws. También dispone en cantidad de taxis y buses. Recientemente el gobierno nacional y estatal han comenzado el concurso para el desarrollo de un sistema de transporte rápido para la ciudad. Se espera que esto ayude a resolver los graves problemas de tráfico y contaminación el aire.

## Educación
En 1892 comenzó a funcionar el Khalsa College, siendo el primer colegio universitario Sij. En 1869 se estableció en Amritsar la Universidad Guru Nanak Dev también de lineamientos Sij.